# La Course de taureaux
Pour l’article homonyme, voir La Course de taureaux (film).
La Course de taureaux est un tableau de Joan Miró peint en 1945 et conservé au Centre Pompidou à Paris.
Sur le thème de la corrida, Joan Miró avait déjà produit un tableau : Le Toreador, daté de 1927, est conservé au Lille Métropole Musée d'art moderne, d'art contemporain et d'art brut et provient de l'ancienne donation Geneviève et Jean Masurel. La Course de taureaux est plus joyeuse, presque ironique : Michel Leiris dira que Miró tourne le taureau en dérision.

## Présentation
La Course de taureaux, inspirée par son retour à Barcelone en 1943, témoigne de la continuité de la création spontanée de Femme, Oiseau, Étoile. Dans ses notes, il parle d'un projet de série sur le thème de la course de taureaux pour : « […] chercher des symboles poétiques, que le banderillero soit comme un insecte, les mouchoirs blancs des ailes de pigeons, les éventails qui se déploient, des petits soleils. » Pas une fois il ne fait allusion au taureau, qui est la figure centrale du tableau, et qu'il a démesurément grossi. Walter Eben avance une explication : Miró n'aime que les sensations colorées de l'arène qui lui fournissent toute une série d'harmonies et de tons fortement évocateurs. Il assiste à la corrida comme à une fête populaire teintée d'érotisme, mais dont il ne mesure pas l'enjeu. Il éprouve le plaisir simple d'une fête colorée. Une photo le représente aux côtés de Jacques Dupin (alors très jeune), assistant à une corrida à Palma de Majorque en 1967. Il ne se limite pas à l'aspect tragique de la course, il y introduit nombreuses évocations comiques.

## Expositions
- Miró : La couleur de mes rêves, Grand Palais, Paris, 2018-2019 — n°82.